# Барклай (Меріленд)
Барклай (англ. Barclay) — місто (англ. town) в США, в окрузі Графство королеви Анни штату Меріленд. Населення — 183 особи (2020).

## Географія
Барклай розташований за координатами 39°8′37″ пн. ш. 75°51′50″ зх. д. / 39.14361° пн. ш. 75.86389° зх. д. (39.143649, -75.863881).  За даними Бюро перепису населення США в 2010 році місто мало площу 0,40 км², уся площа — суходіл. В 2017 році площа становила 0,68 км², уся площа — суходіл.

## Демографія
Згідно з переписом 2010 року, у місті мешкало 120 осіб у 48 домогосподарствах у складі 32 родин. Густота населення становила 297 осіб/км².  Було 57 помешкань (141/км²).
Расовий склад населення:
| - 88,3 % — білих - 4,2 % — корінних американців - 0,8 % — чорних або афроамериканців - 6,7 % — осіб інших рас |

До двох чи більше рас належало 0,0 %. Частка іспаномовних становила 9,2 % від усіх жителів.
За віковим діапазоном населення розподілялося таким чином: 20,0 % — особи молодші 18 років, 72,5 % — особи у віці 18—64 років, 7,5 % — особи у віці 65 років та старші. Медіана віку мешканця становила 42,5 року. На 100 осіб жіночої статі у місті припадало 87,5 чоловіків;  на 100 жінок у віці від 18 років та старших — 100,0 чоловіків також старших 18 років.
Середній дохід на одне домашнє господарство  становив 61 098 доларів США (медіана — 51 250), а середній дохід на одну сім'ю — 94 406 доларів (медіана — 98 750). За межею бідності перебувало 7,7 % осіб, у тому числі 0,0 % дітей у віці до 18 років та 0,0 % осіб у віці 65 років та старших.
Цивільне працевлаштоване населення становило 46 осіб. Основні галузі зайнятості: виробництво — 28,3 %, освіта, охорона здоров'я та соціальна допомога — 19,6 %, роздрібна торгівля — 13,0 %, будівництво — 10,9 %.